# 娇海豹属
娇海豹属（学名：Phocanella）是海豹科下的一个属。

## 下属物种
本属包括以下物种：
- 矮小娇海豹 Phocanella pumila (Van Beneden, 1876)